# Dublin North (kiesdistrict)
Dublin North is een voormalig kiesdistrict in de Republiek Ierland voor de verkiezingen voor Dáil Éireann, het lagerhuis van het Ierse parlement. Het district omvat het noordelijke gedeelte van de stad Dublin en het gebied ten noorden daarvan in het graafschap Dublin. Het werd gevormd voor de verkiezingen 1981 en deed dienst tot en met de verkiezingen van 2011. Het had oorspronkelijk 3, later 4 zetels.
Bij de verkiezingen in 2007 woonden er 79.871 kiesgerechtigden in het district, die 4 leden voor de Dáil konden kiezen.
De uitslag van het district bij de verkiezingen van 2007 was omstreden. Volgens de voorlopige uitslag heeft Fianna Fáil 2 zetels gehaald, de Ierse Groenen 1 zetel, en Fine Gael 1 zetel. Door Labour werd een hertelling aangevraagd, die echter niet tot een verandering leidde. 